# Kuta Mbelin (Tigapanah)
Kuta Mbelin is een bestuurslaag in het regentschap Karo van de provincie Noord-Sumatra, Indonesië. Kuta Mbelin telt 770 inwoners (volkstelling 2010).